# 福德 (喬治亞州)
福德（英語：Ford）是位於美國喬治亞州巴托縣的一個鬼鎮。由於此地已於1907年被荒廢，本地已無人居住。

## 地理
福德的座標為34°11′20″N 84°57′58″W / 34.18889°N 84.96611°W，而該地的平均海拔高度為208米（即682英尺）。